# Thalia Zedek
Pour les articles homonymes, voir Zadek.
Thalia Zedek (née en 1961) est une chanteuse et guitariste américaine. Elle fut membre de plusieurs groupes de rock alternatif comme Live Skull, Uzi et Come.

## Biographie
Zedek grandit dans la région métropolitaine de Washington, D.C. Elle fréquente la Springbrook High School dans le Maryland, où elle joue de la clarinette dans la fanfare. Le début de l’ère punk de la fin des années 1970, au cours de laquelle elle atteint sa majorité, et en particulier Patti Smith, contribuent profondément à la formation de son esthétique musicale. Alors qu'elle est encore au lycée, elle se rend à New York avec son frère, Dan Zedek, pour voir Smith se produire.
Zedek s'installe à Boston en 1979, fréquentant l'université de Boston pendant un semestre avant de décider de poursuivre une carrière musicale. Son premier groupe, les White Women, entièrement féminin, se sépare après quelques années et elle forme les Dangerous Birds. Ce groupe a un peu plus de succès, y compris un single, Smile on Your Face/Alpha Romeo, diffusé sur les radios universitaires et commerciales alternatives ; mais Zedek veut un son plus "violent" contrairement aux tendances quelque peu "girlie pop" de ses camarades du groupe Dangerous Birds. Son prochain projet, Uzi, va dans ce sens, en produisant un EP, Sleep Asylum. L'EP est caractérisé par des paroles insaisissables mais subtilement menaçantes superposées à des morceaux instrumentaux lugubres mais entraînants, avec des couches d'arrangements de guitare denses, troubles mais musclés, mélangés à des effets de synthétiseur et de bande enivrants. Cependant, malgré la promesse de Sleep Asylum, Uzi se dissout en raison de tensions entre Zedek et le batteur du groupe, Danny Lee.
Elle devient la chanteuse principale du Live Skull, un groupe de New York déjà bien établi qui fit appel à elle. Alors que l'album Dusted, premier produit de cette collaboration, reflète une synergie intense entre le style vocal de Zedek et le travail instrumental complexe et histrionique de Live Skull, le suivant Positraction est un échec. Live Skull se sépare également en raison de conflits, en 1990. Zedek cofonde rapidement Come, avec le batteur et guitariste de Codeine Chris Brokaw. Elle connaît avec ce groupe ses plus grands succès, sortant quatre albums avant la dissolution du groupe en 2001. La même année, elle sort également Been Here and Gone, son premier projet solo.
Zedek participe aussi au Suffragette Sessions Tour en 1998, organisée par les Indigo Girls. En 2006, elle se produit au North East Sticks Together. Elle est lesbienne et en parle ouvertement.

## Discographie
Albums
- 2001 : Been Here and Gone (Matador)
- 2004 : Hell is in Hello (Return To Sender)
- 2004 : Trust Not Those in Whom Without Some Touch of Madness (Thrill Jockey)
- 2008 : Liars and Prayers (Thrill Jockey)
- 2013 : Via (Thrill Jockey)
- 2016 : Eve (Thrill Jockey)
- 2018 : Fighting Season (Thrill Jockey)
- 2021 : Perfect Vision (Thrill Jockey)

EP
- 2002 : You're a Big Girl Now (Acuarela/Kimchee Records)
- 2005 : The Nature of Drones (autoproduction)
- 2014 : SIX (Thrill Jockey)